# Rob Lantz
Robert Lantz, né le 11 février 1970, est un homme politique canadien, membre du Parti progressiste-conservateur. 
Il est premier ministre de l'Île-du-Prince-Édouard depuis le 21 février 2025.

## Biographie
Le 3 avril 2023, il est élu député à l'Assemblée législative de l'Île-du-Prince-Édouard pour la circonscription de           Charlottetown-Brighton.
Le 9 octobre 2024, il est nommé ministre de l'Éducation et de l'Enfance dans le gouvernement du premier ministre Dennis King. Après la démission de ce dernier de toutes ses fonctions, Lantz lui succède le 21 février 2025 comme premier ministre et chef par intérim du 
Parti progressiste-conservateur de la province. 